# Lavoûte-sur-Loire

Lavoûte-sur-Loire este o comună în departamentul Haute-Loire, Franța. În 2009 avea o populație de 725 de locuitori.